# Bing Maps
Bing Maps (раніше сервіс називався Live Search Maps, Windows Live Maps, Windows Live Local, MSN Virtual Earth) — картографічний сервіс від Microsoft, частина порталу Bing.
Спочатку створений в липні 2005 як MSN Virtual Earth та переймований в грудні 2005 на Windows Live Local, що використовував технології Microsoft MapPoint і TerraServer. У листопаді 2006 додався 3D режим, продукт був перейменований в «Live Search Maps» і інтегрований в портал Live Search. У червні 2009 став називатися Bing Maps, а платформа Virtual Earth отримала назву Bing Maps for Enterprise.
У 2012 році оцінювався comScore як 3-ій за відвідуваністю картографічний портал в США, поступаючись тільки Google Maps і MapQuest. Відзначалося зростання кількості відвідувачів.